# Clima mediterráneo continentalizado
El clima mediterráneo continentalizado o clima mediterráneo de interior es un clima templado con características del clima mediterráneo y del clima continental. Este clima se da en lugares con clima mediterráneo y que están alejados considerablemente del mar, teniendo como características inviernos fríos y veranos cálidos, además de un fuerte contraste entre la temperatura durante el día y la noche; por lo que tiene cierta continentalidad sin ser un verdadero clima continental, por eso no debe confundirse con el clima continental con influencia mediterránea.

## Características

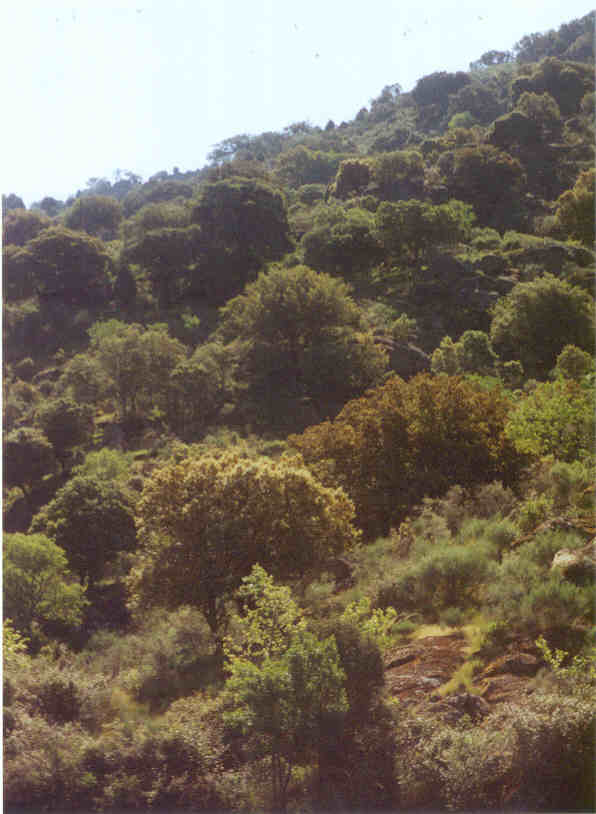
Bosque montano del noroeste de la península ibérica.

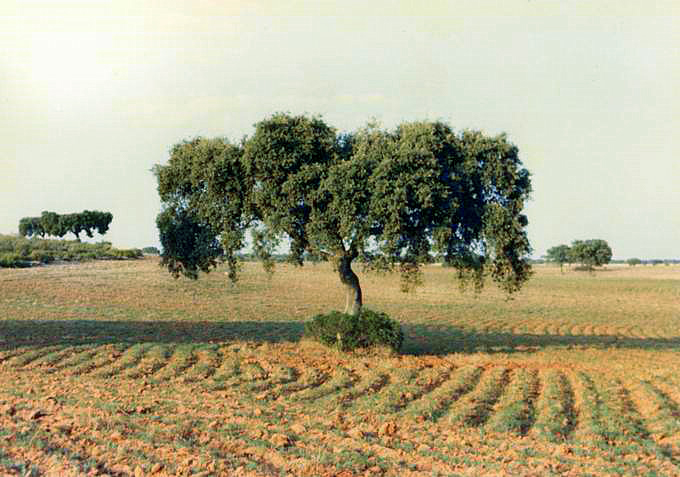
La encina es un típico árbol de clima mediterráneo continental, soporta tanto temperaturas superiores a 40 °C como fuertes nevadas y heladas. Destaca en España.

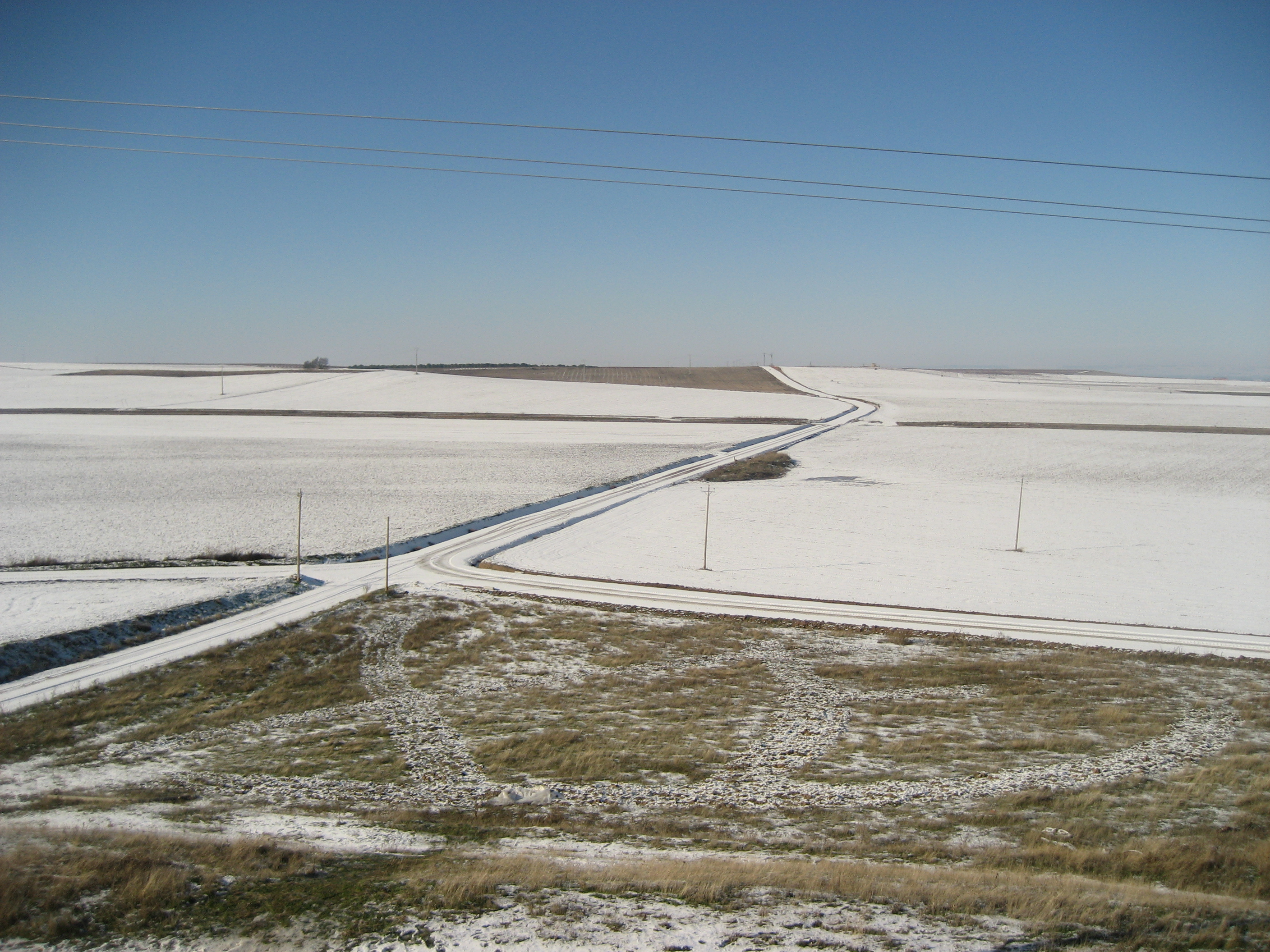
Campos en invierno.

Es parecido al mediterráneo típico en el régimen de precipitaciones, pero con características de climas continentales en cuanto a las temperaturas, que son más extremas, fundamentalmente porque no recibe la influencia del mar. Los veranos son bastante cálidos y los inviernos son fríos, con una oscilación de 18,5 °C. La estación estival es la más seca y se superan con gran frecuencia los 30 °C, alcanzándose esporádicamente más de 35 °C y 40 °C. En cambio, en invierno es frecuente que las temperaturas bajen de los 0 °C, produciéndose numerosas heladas en las noches despejadas de nubes y nevadas esporádicas.
Las precipitaciones siguen un patrón muy parecido al del clima mediterráneo típico y están entre los 400 o 650 mm, con un máximo durante el otoño y la primavera. La menor influencia del mar, no obstante, hace que sea un clima más seco que el típico.
En las ciudades españolas de Ávila, Burgos, León y Teruel, entre otras, el clima mediterráneo continentalizado presenta unas temperaturas de aproximadamente de dos a cinco grados más bajas que en el resto de las zonas con este clima, motivado principalmente por la gran altura en la que se encuentran (800 a 1100 metros). Por otro lado, ciudades como Toledo y Zaragoza tienen unas temperaturas ligeramente más altas a las medias debido a que se encuentran en la zona más baja de dos importantes cuencas, los ríos Tajo y Ebro respectivamente. Otras ciudades españolas que tienen este clima son Madrid, Salamanca, Segovia, Soria y Valladolid.

## Lugares donde se presenta
El clima mediterráneo continentalizado es propio, en España, de la Meseta Central, la depresión del Ebro, el interior de Cataluña y el noreste de Andalucía; de la Sicilia central, que tiene características muy similares; del centro de la península de Anatolia (Turquía); áreas altas de la zona central de Chile (Depresión Intermedia) y valles interiores de California y el sur de Oregón, en EE. UU.. 
Hay lugares en que se dan climas con características similares al mediterráneo continentalizado, aunque no comparten rasgos propios del clima mediterráneo típico. Estas zonas son las siguientes: norte de Italia, las zonas amesetadas de Suiza, interior de Grecia, interior de Argentina central, el Atlas sahariano, valles septentrionales y la ciudad de Ibarra de Ecuador y zonas amesetadas de Argelia.

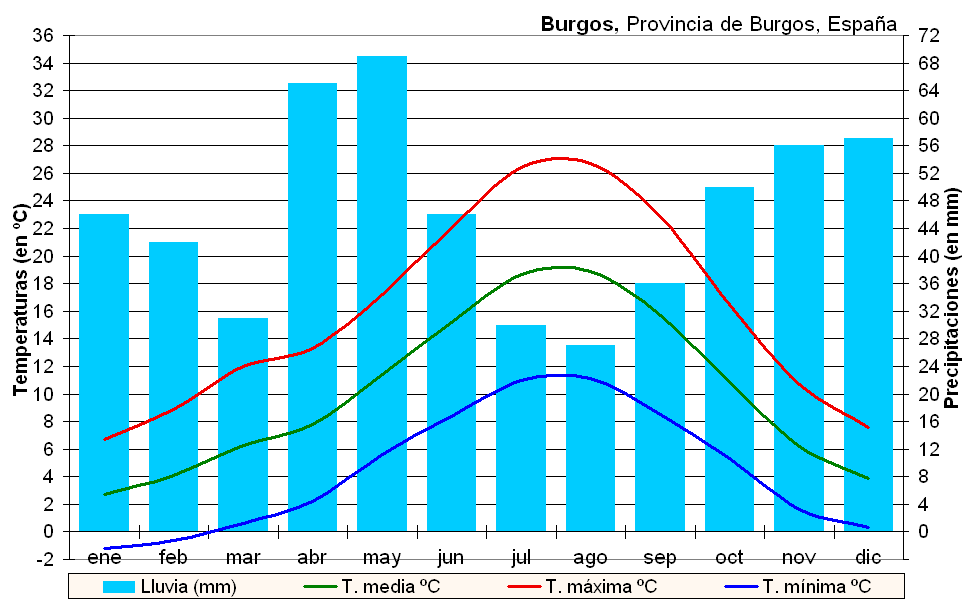
Clima de Burgos (Meseta Norte de España). Las temperaturas medias en invierno de esta ciudad son de las más bajas del país.
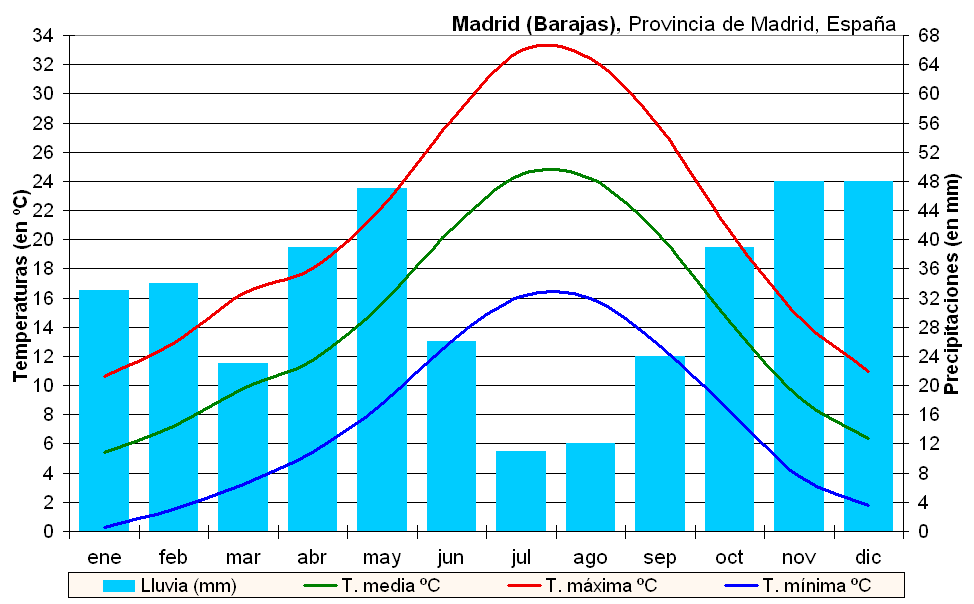
Clima de Madrid (Meseta Sur de España). Es un ejemplo de este clima.
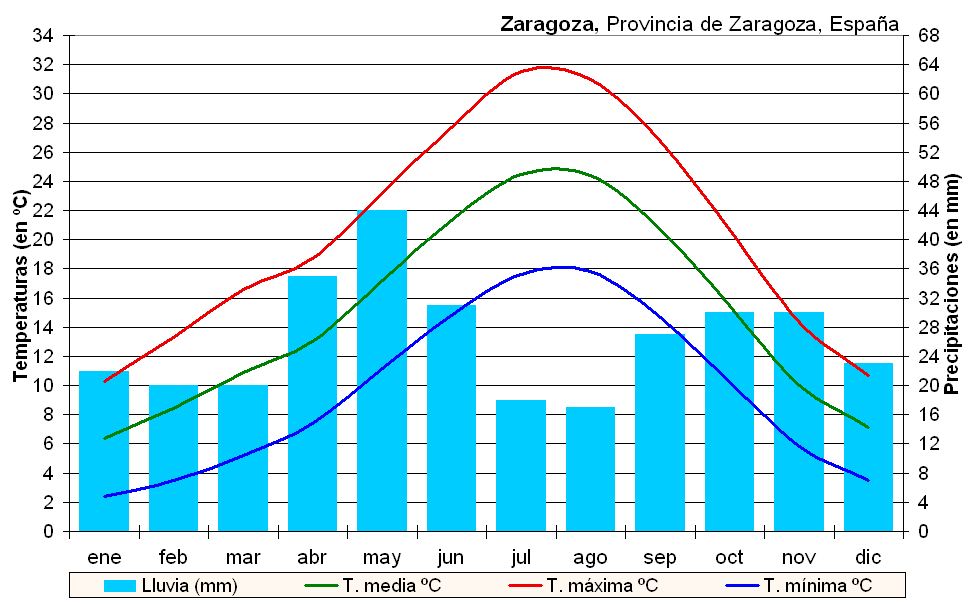
Clima de Zaragoza (noreste de España). Las temperaturas medias de esta ciudad son ligeramente superiores a las medias del clima debido a su escasa altitud sobre el nivel del mar (200 m).

## Vegetación

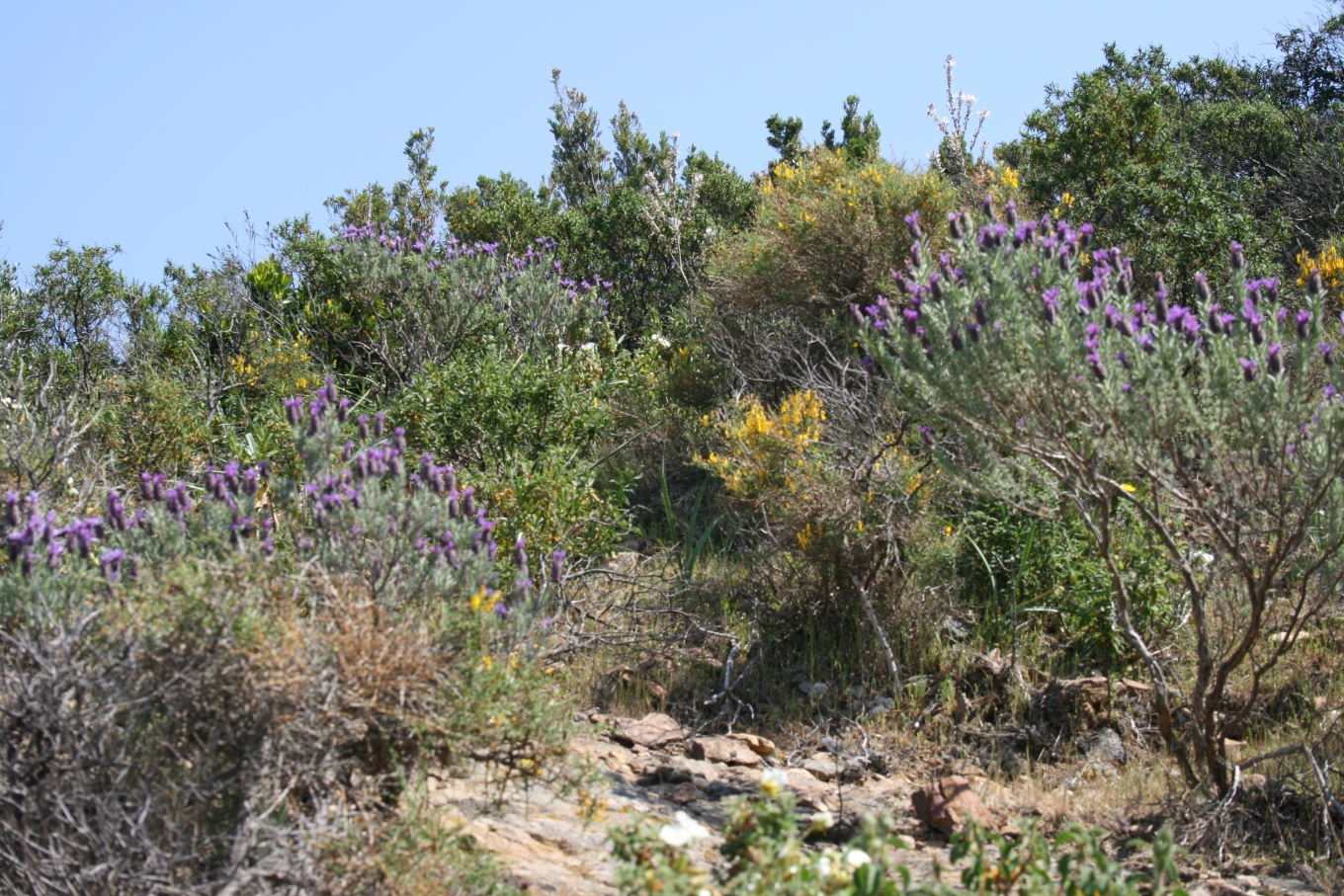
Garriga florecida en el interior de la isla de Córcega.

La vegetación que se da en este clima está adaptada a soportar temperaturas extremas y sequías prolongadas en verano. Las especies arbóreas más características de las zonas interiores de España, donde se da el clima mediterráneo continentalizado, son el chaparro, la encina, el pino piñonero, el alcornoque (pero en menor medida), el rebollo, el quejigo, el enebro, el madroño, la sabina y especies vicariantes emparentadas ecologicamente.
Los bosques mediterráneos de este clima responden a varios tipos de ecosistemas en función de su diversidad vegetal. Como son: 
- La maquia: la vegetación es muy cerrada, presentando bosques densos y secos como el encinar. Algunos de los arbustos que forman la maquia son el boj, la retama, la coscoja y el lentisco.
- La garriga: se trata de un paraje algo más abierto que la maquia, donde abunda el sustrato arbustivo. Está formada por el tomillo, el romero y la jara.
- La estepa: Se da en áreas desprovistas de vegetación, en zonas llanas y áridas. En ellas crecen especies como el tomillo, la esparraguera y el cardo.[2]